# Euagathis rufithorax
Euagathis rufithorax är en stekelart som beskrevs av Szepligeti 1914. Euagathis rufithorax ingår i släktet Euagathis och familjen bracksteklar. Inga underarter finns listade i Catalogue of Life.